# Dan Nilsson
Dan Per Mattias Nilsson, född 17 december 1975 i Västervik, är en svensk socialdemokratisk politiker, som 2–6 oktober 2006 och 3 mars 2008–1 mars 2009 var riksdagsledamot (ersättare) för Kalmar läns valkrets. Han var under samma period 2008/2009 suppleant i miljö- och jordbruksutskottet och socialförsäkringsutskottet.